# Swindle McSue
Patif MacScroque  (Swindle McSue no original) é um personagem fictício do Universo Disney. 
É o responsável pela sabotagem do navio do Capitão Mac Patinhas em 1776, o que o fez perder toda a sua fortuna. É ascendente de Finório MacScroque (Chisel McSue em original), um vilão criado por Carl Barks.
Aparece em apenas 2 histórias, em flashback

## Nomes em outros idiomas
- Dinamarquês: Sten Luskebuks Krævenberg
- Espanhol: Tramposo McSue
- Francês: S. Croc McChicane
- Grego: Λούφας Μακ Ο' Μπιν
- Holandês: Johannes McSchobbejak
- Inglês: Swindle McSue
- Norueguês: Lurifaks McFlint
- Polonês: McFajfus
- Sueco: Sten Knipeslug Krävenberg